# Socialistisch calculatieprobleem
Het socialistisch calculatieprobleem is het veronderstelde probleem, dat een centraal geleide economie niet in staat zou zijn om productie en distributie op een efficiënte manier te organiseren. Het probleem werd in 1920 opgeworpen door Ludwig von Mises. Andere prominente deelnemers aan het debat over het probleem waren Friedrich Hayek en Oskar Lange.

## Von Mises vs. Lange
Von Mises stelde in het essay 'Die Wirtschaftsrechnung im sozialistischen Gemeinwesen' (1920) dat in een economie waarin de productiemiddelen in collectieve handen zijn, de productie nooit op een rationele manier gepland kan worden, zelfs als de vraag naar consumptiegoederen effectief te bepalen is. Zijn redenering luidt dat marktprijzen de enige effectieve manier zijn om de waarde van productiemiddelen te bepalen; omdat de gesocialiseerde productiemiddelen nooit verhandeld worden, is het prijsmechanisme echter uitgeschakeld. Deze redenering wordt herhaald in diverse van Von Mises' latere werken.
Een repliek op Von Mises komt van de Poolse socialist Oskar Lange (1936). Na Von Mises uitgebreid te hebben bedankt voor het aanstippen van een belangrijk probleem, oppert Lange een oplossing. Zijn systeem is een neoklassiek model van een socialistische economie, gebaseerd op de algemene evenwichtstheorie van Walras. Het prijsprobleem dat Von Mises formuleerde, wordt opgelost door absolute prijzen te vervangen door relatieve.

## Toepassing op kapitalistische firma's
Hetzelfde economisch calculatieprobleem limiteert ook de grootte van een bedrijf in een vrije markt. De markt van kapitaalgoederen zorgt ervoor dat een onderneming beperkt wordt in de mate waarin het verticaal geïntegreerd kan zijn. Als het bedrijf te groot wordt, kan de externe markt van kapitaalgoederen de prijsbepaling tussen de verschillende afdelingen van het bedrijf niet meer beïnvloeden. Hierdoor zal ook de prijs van het eindproduct slechts beperkt aangepast kunnen worden aan de markt.
Dat de markt het economisch calculatieprobleem kan oplossen wordt door heterodoxe economen bestreden.